# Letjevandbuk
Letjevandbukken (Kobus leche), også kaldet sumpantilope, er en antilope, der er udbredt i vådområder i Centralafrikas sydlige dele. Den er 90-100 cm høj og vejer mellem 79 og 103 kg. Pelsen er oftest gyldenbrun, men det varierer med underarten, og undersiden er hvid. Kun hannen har horn. Bagbenene er forholdsvis lange, hvilket gør den bedre i stand til bevæge sig i spring i sumpet terræn. I områder med store bestande samles hannerne i yngletiden på en arena (lek) ligesom koben.

## Underarter
Der findes fire underarter:
- Kobus leche leche
- Kobus leche kafuensis
- Kobus leche robertsi
- Kobus leche smithemani